# Inge List
Inge List (geboren als Ingeborg Kathrin List am 14. August 1916 in Salzburg, Österreich-Ungarn; † 20. Januar 2003 in Los Angeles, Vereinigte Staaten) war eine österreichische Schauspielerin.

## Leben
Nach ihrer Schauspielausbildung gab sie ihr Bühnendebüt in Wien am Theater in der Josefstadt. Hier wurde sie von Reinhold Schünzel für den Film entdeckt, wo sie mehrmals tragende Rollen erhielt. 
In Ich liebe alle Frauen war sie neben Lien Deyers eine der beiden Partnerinnen des in einer Doppelrolle erscheinenden Jan Kiepura, in Die Leuchter des Kaisers verkörperte sie eine diebische Zofe. In ihrem letzten Film Es fing so harmlos an hatte sie Johannes Heesters zum Partner. Sie stand 1944 in der Gottbegnadeten-Liste des Reichsministeriums für Volksaufklärung und Propaganda.
Am 29. Mai 1947 heiratete sie in Wien den Amerikaner Leonard E. Nelson und emigrierte mit ihm im Juli 1948 in die USA.

## Filmografie
- 1933: Großfürstin Alexandra
- 1934: Die Czardasfürstin
- 1934: Prinzessin Turandot
- 1935: Mazurka
- 1935: Ich liebe alle Frauen
- 1936: Die Leuchter des Kaisers
- 1936: Ein Hochzeitstraum
- 1937: Signal in der Nacht
- 1937: Krach und Glück um Künnemann
- 1938: Dreizehn Stühle
- 1943: Späte Liebe
- 1944: Es fing so harmlos an